# Alchémille des Alpes
Alchemilla alpina
Espèce
Classification phylogénétique
L’Alchémille des Alpes (Alchemilla alpina), également appelée Alchémille argentine, ou Alchémille à feuilles pliées, est une espèce de plantes herbacées vivaces du genre des Alchemilles et de la famille des Rosacées.

## Description

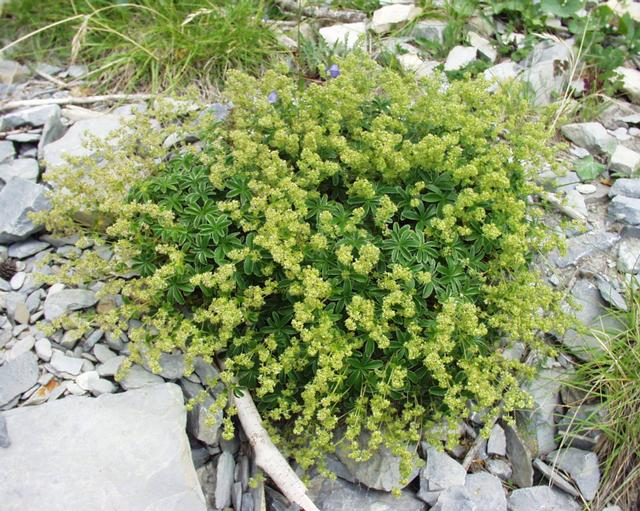
Alchimilla alpina

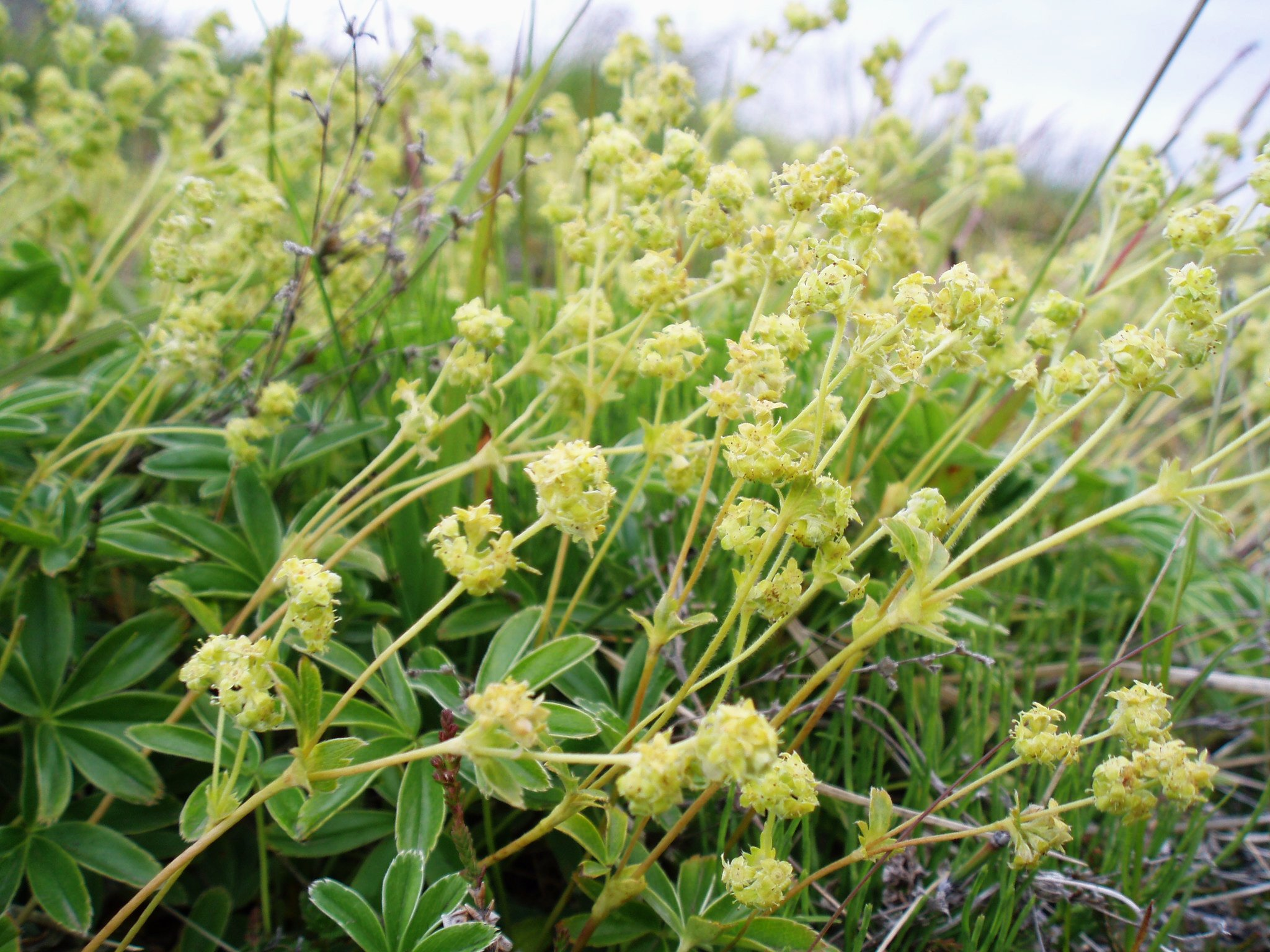
Alchimilla alpina, tiges florifères.

Plante vivace, basse, de 10 à 30 cm, l'Alchémille des Alpes fleurit de juin à août et sa reproduction asexuée est très fréquente.
Alchemilla alpina est constituée d'une souche épaisse, brunâtre et ligneuse, émettant des stolons pouvant atteindre 10 cm et surmontée par une rosette de feuilles palmatilobées, divisées jusqu'à la base en cinq ou sept segments (= folioles) soyeux, argentés à la face inférieure et dentés au sommet. Les feuilles radicales sont longuement pétiolées, les caulinaires brièvement pétiolées voire sessiles. Les fleurs sans corolle sont nombreuses, petites, verdâtres, courtement pédicellées et réunies en glomérules serrés. Les pédicelles sont plus courts que les fleurs.
Certaines publications scindent Alchemilla alpina et Alchemilla hoppeana. En effet, leurs feuilles sont argentées à la face inférieure, mais Alchemilla hoppeana a des feuilles à sept ou neuf segments, plus ou moins soudés à la base et ses pédicelles sont plus longs ou égaux aux fleurs. Enfin Alchemilla alpina est acidiphile alors que Alchemilla hoppeana est neutro-calcicole.
De même, il est possible de confondre Alchemilla alpina avec des plantes très proches par leurs caractères morphologiques et leur écologie :
- Alchemilla subsericea[1] : dents des lobes de 2-3 mm ; feuilles mates ; poils soyeux épais ;
- Alchemilla saxatilis[1] : feuilles toujours à cinq lobes.

## Répartition
Alchemilla alpina est assez commune à assez rare dans les Alpes, le Massif central, les Pyrénées et la Corse. Elle est présente de l'étage montagnard à l'étage alpin (de 1 200 à 2 600 m) mais l'optimum se situe à l'étage sub-alpin.

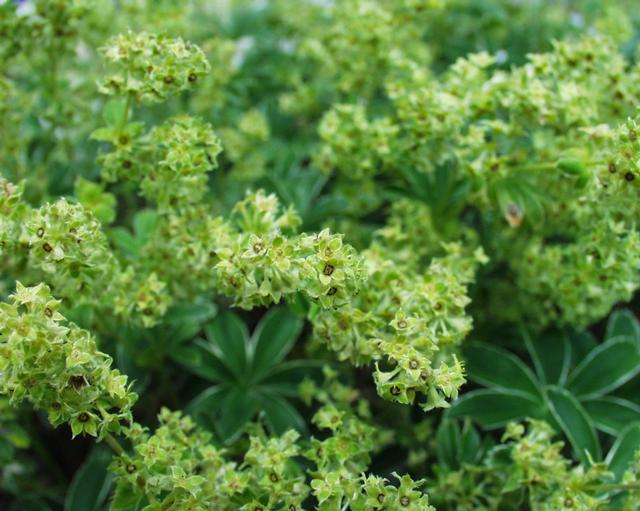
Alchimilla alpina, glomérules de fleurs

Alchemilla alpina est héliophile. Elle préfère les sols pauvres en bases et en éléments nutritifs dont le pH est acide. Elle n'est pas très exigeante en termes d'humidité du sol.
Alchemilla alpina se développe dans les pelouses rases, les pelouses pâturées sur silice (alpages) et les forêts jeunes, ouvertes ou pâturées (mélézins, cembraies, pineraies).

## Usages et propriétés
- Recherchée par les animaux dans les pâturages[1].
- Cultivée comme plante ornementale[1].

### Propriétés médicinales
Toute la plante est astringente, vulnéraire, hémostatique, et antidiarrhéique. Ce serait également un hormone-like et elle régulariserait la dysménorrhée.

## Dénominations
Ce taxon porte en français les noms vernaculaires ou normalisés suivants : 
- Alchémille alpine[3] ;
- Alchémille argentine[3] ;
- Alchémille des Alpes[4],[3] ;
- Alchémille des rochers[5] ;
- Argentée[3] ;
- Herbe de Saint-Sabin[4] ;
- Pied de lion satiné[3] ;
- Satinée[4],[3].

## Systématique
Le nom correct complet (avec auteur) de ce taxon est Alchemilla alpina L..
Alchemilla alpina a pour synonymes :
- Alchemilla alpina f. corsica (Buser) Buser
- Alchemilla alpina subsp. alpina
- Alchemilla alpina subsp. angustifolia Buser
- Alchemilla alpina subsp. assurgens Buser
- Alchemilla alpina subsp. assurgens Buser ex Braun-Blanq.
- Alchemilla alpina subsp. corsica (Buser) Buser
- Alchemilla alpina subsp. eualpina Asch. & Graebn.
- Alchemilla alpina subsp. genuina Ducommun
- Alchemilla alpina subsp. glomerata (Tausch) E.G.Camus
- Alchemilla alpina subsp. semiserrata Braun-Blanq.
- Alchemilla alpina var. angustifolia Buser
- Alchemilla alpina var. basaltica Buser ex Asch. & Graebn.
- Alchemilla alpina var. debilicaulis Buser
- Alchemilla alpina var. glomerata Tausch
- Alchemilla alpina var. typica Fiori
- Alchemilla anisiana Wettst.
- Alchemilla argentea Lam.
- Alchemilla glomerata (Tausch) Buser
- Alchemilla glomerata (Tausch) E.G.Camus
- Alchemilla saxatilis f. corsica Buser
- Alchemilla transiens var. corsica (Buser) Buser
- Alchemilla viridicans Rothm.
- Potentilla viridicans (Rothm.) Christenh. & Väre

### Étymologie
L'origine de « alchemille » proviendrait des alchimistes, qui afin de préparer la pierre philosophale utilisaient les gouttes de rosées déposées sur les feuilles de l'Alchémille, ingrédient de l'eau céleste.
Son épithète spécifique, alpina, fait référence aux Alpes.